# Armstrong Whitworth A.W.52
Armstrong Whitworth A.W.52 là một thiết kế máy bay flying wing vâof cuối thập niên 1940, nó được thiết kế nhằm mục đích nghiên cứu để đưa vào áp dụng cho các máy bay chở khách. 3 chiếc đã được chế tạo cho chương trình.

## Quốc gia sử dụng
Anh Quốc
- Viện nghiên cứu khoa học không quân

## Tính năng kỹ chiến thuật (TS 363, lắp động cơ Nene)
Đặc điểm tổng quát
- Tổ lái: 2
- Sức chuyên chở: 4.000 lb (300 feet3)
- Chiều dài: 37 ft 4 in (11,4 m)
- Sải cánh: 90 ft (27,4 m)
- Chiều cao: 14 ft 5 in (4,4 m)
- Diện tích cánh: 1.314 ft² (122 m²)
- Trọng lượng rỗng: 19.660 lb (8.918 kg)
- Trọng lượng có tải: 34.150 lb (15.490 kg)
- Động cơ: 2 × Rolls-Royce Nene , 5.000 lbf (22,2 kN) mỗi chiếc

 Hiệu suất bay 
- Vận tốc cực đại: 500 mph (805 km/h) trên mực nước biển
- Tầm bay: 980 mi (2.414 km)
- Trần bay: 36.000 ft (10.973 m)
- Vận tốc leo cao: 4.800 ft/phút (24,4 m/s) trên mực nước biển
- Tải trên cánh: 24,8 lb/sq in[1] ()